# Robert Eyssen
Robert Eyssen (* 2. April 1892 in Frankfurt am Main; † 31. März 1960 in Baden-Baden) war ein deutscher Marineoffizier und Konteradmiral.

## Leben

### Jugend und Eintritt in die Kaiserliche Marine
Eyssen entstammte einer Frankfurter Patrizierfamilie und trat 1911 als Seekadett in die deutsche Kaiserliche Marine ein. Nach dem Untergang des Kleinen Kreuzers Karlsruhe am 4. November 1914 konnte er zusammen mit den anderen 145 Überlebenden mit dem Begleitschiff Rio Negro unter der Führung des 1. Offiziers, Kapitänleutnant Ferdinand Studt, die Heimreise antreten. Später diente Eyssen auf Torpedo- und Minensuchbooten sowie auf dem Forschungsschiff Meteor.

### Zweiter Weltkrieg und Kommando über den Hilfskreuzer Komet
Bei Ausbruch des Zweiten Weltkrieges gehörte er dem Oberkommando der Kriegsmarine an und war dort ab Oktober 1937 Chef der Militärischen Abteilung. Am 2. Juni 1940 übernahm er in Hamburg als Kapitän zur See das Kommando über Schiff 45 (Hilfskreuzer Komet). Ab Dezember 1939 war er bereits in der Umbauphase des Schiffes in dieser Verantwortung. Am 3. Juli 1940 stach er von Gotenhafen aus in See. Durch die Nordostpassage gelangte er in den Pazifik. Dort kreuzte das Schiff und operierte unter anderem gemeinsam mit der Orion. Nach einem Treffen mit dem Hilfskreuzer Atlantis im Pazifik machte sich die Komet auf ihre Rückreise, sie umschiffte Kap Hoorn und traf am 26. November 1941 im französischen Cherbourg ein. Danach durchfuhr sie den Ärmelkanal und erreichte nach 516 Tagen am 30. November Hamburg. Während dieser Kaperfahrt beteiligte sich die Komet an der Versenkung bzw. Aufbringung mehrerer Schiffe, unter anderem des neuseeländischen Passagierschiffs Rangitane. Dies ergibt für die Kampfhandlungen der Komet und der Orion zusammen eine Versenkungs- bzw. Aufbringungsziffer von 64.540 BRT für die gemeinsame Unternehmung, bzw. 43.162 BRT für die Komet allein. Des Weiteren beschoss die Komet  am 27. Dezember 1940 die Phosphatverladeeinrichtungen auf Nauru. Am 1. Januar 1941 zum Konteradmiral befördert, wurde er im März 1942 Verbindungsoffizier der Marine zur Luftflotte IV (Schwarzes Meer). Von August 1942 bis Juli 1944 war er Chef der Kriegsmarinedienststelle Oslo. Danach bis Januar 1945 Kommandeur des Wehrbezirkskommandos III in Wien. Von Februar 1945 bis April 1945 beurlaubt, wurde er am 30. April 1945 zur Verfügung gestellt.
Eyssen erhielt am 29. November 1941 das Ritterkreuz des Eisernen Kreuzes.